# Alamút

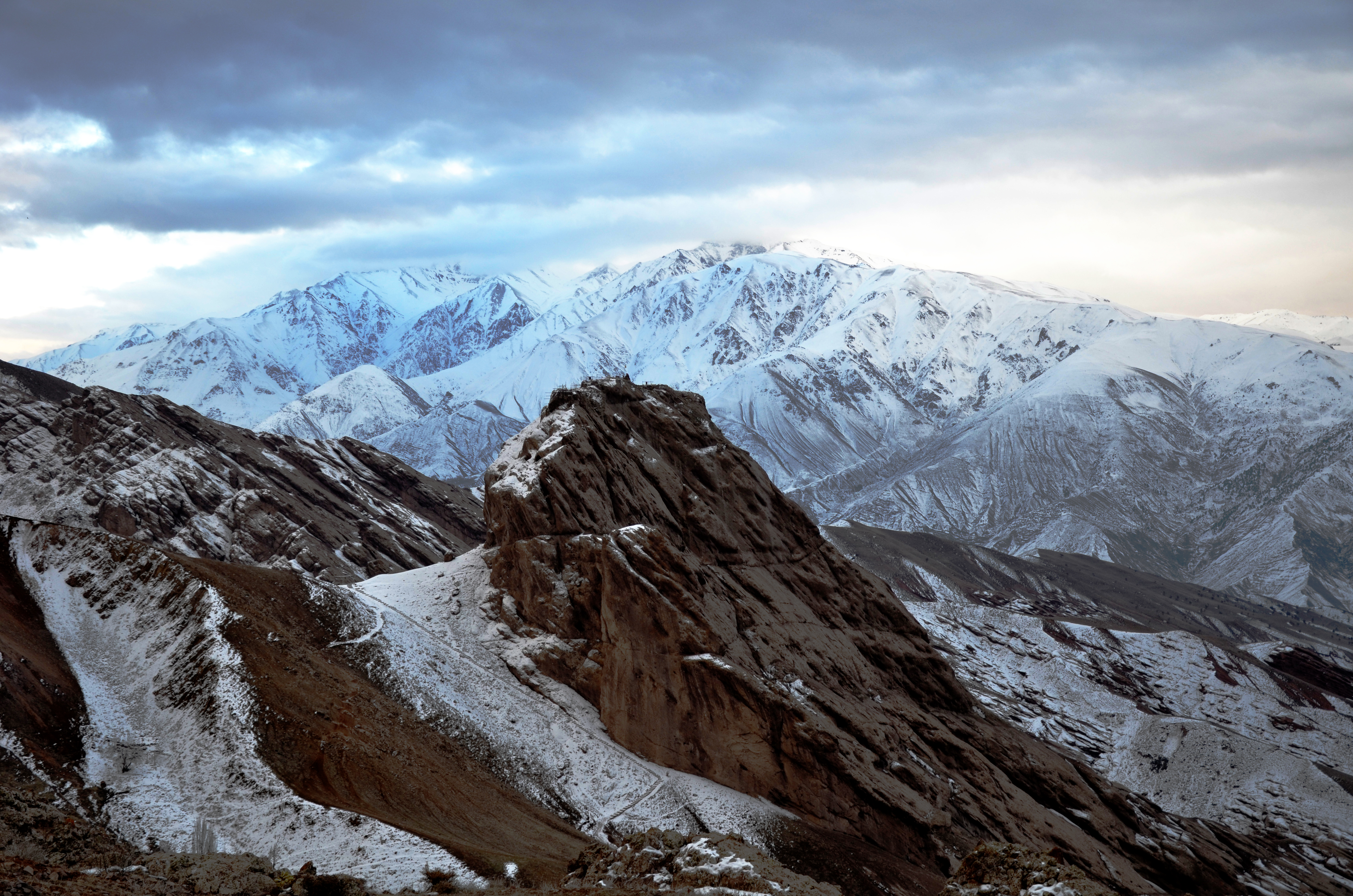
Pevnost Alamút stála na nepřístupné skále

Alamút (persky قلعه الموت nebo jednoduše الموت což v arabštině a perštině znamená Hrad smrti, nebo také Orlí hnízdo) byla pevnost v centrálním pohoří Elborz, v provincii Qazvin na severozápadě dnešního Íránu, jižně od Kaspického moře a vzdálena asi 100 kilometrů od Teheránu. Dnes zbyly už pouze zříceniny, rozkládající se u vesnice Gazor Khân.

## Historie

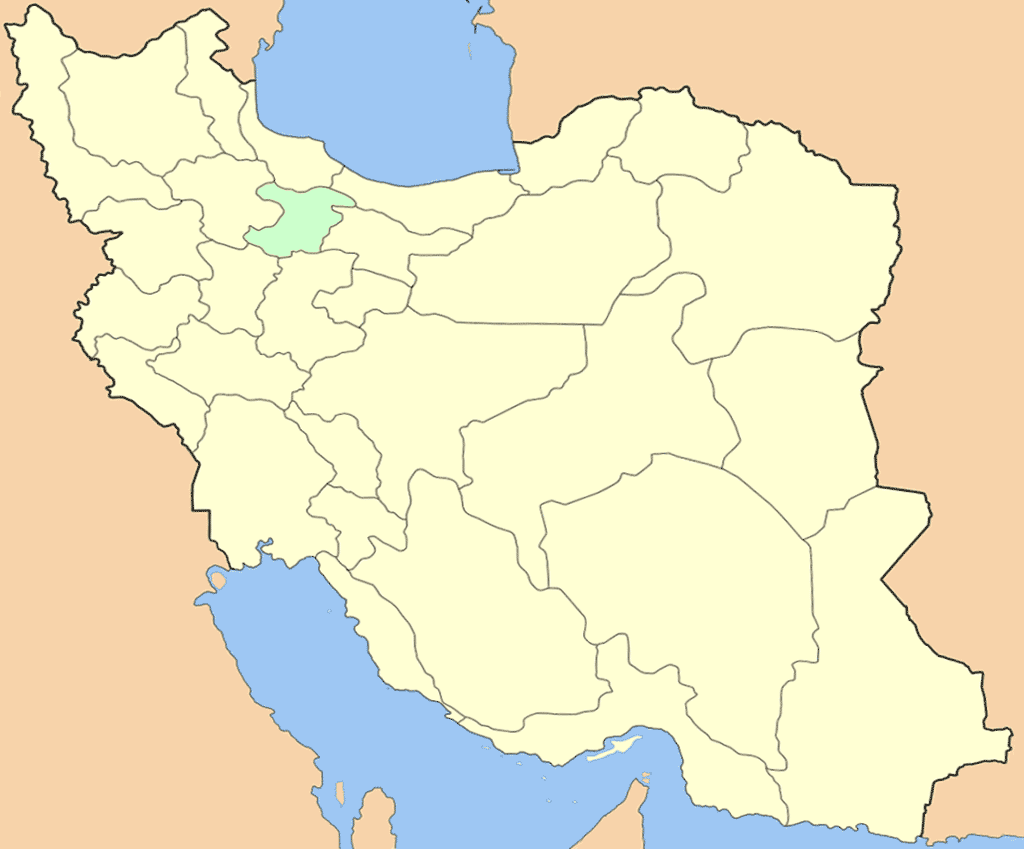
Íránská provincie Qazvin

Pevnost byla postavena roku 840 [zdroj?]ve výšce 2 100 m n. m., způsobem, který umožňoval jen jeden schůdný (uměle vytvořený) vstup, jež se vinul kolem čela útesu (a jeden přírodní vstup, který ale byl příliš nebezpečný pro použití); to dělalo pevnost vítěznou a extrémně obtížně dobyvatelnou. Pevnost měla neobvyklý systém dodávky vod. Vrchol byl extrémně úzký a dlouhý – možná 400 metrů dlouhý, a ne víc než 30 metrů široký.
V roce 1090 pevnost byla infiltrovaná a obsazená silami šíitského ismáilitského hnutí, známého pod názvem asasíni (též hašašíni), které vedl Hassan i Sabbah (Hassan ibn al-Sabbah), později podle svého sídla zvaný Stařec z hory. Za vlády asasínů se pevnost stala legendární díky svým rajským zahradám, knihovně a v neposlední řadě i atentátníkům, vysílaným z duchovního centra sekty především proti vnitřním nepřátelům islámu.
Nadvládu Asasínů zlomil až vpád Mongolů. 15. prosince 1256 předal Ruknud-Dīn Khurshāh bez boje Alamut vůdci mongolských vojsk, chánu Hulaguovi, v plané naději, že se Hulagu nad obránci Alamútu smiluje. Dobyvatelé však hrad pobořili, z velké knihovny, kterou asasíni v Alamútu postavili, nechal Hulagu vytřídit jen některé rukopisy, vědecké práce a Korán, zbytek přikázal spálit.
V roce 2004 byly zbylé části zdi zničeny zemětřesením.

## Velitelé pevnosti Alamút (1090–1256)

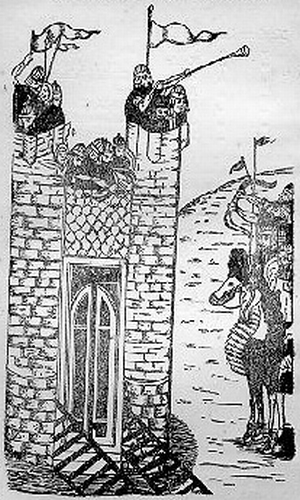
Dobývání pevnosti Alamút

- Hassan i Sabbah (1090–1124)
- Buzurg-Ummid (1124–1138)
- Muhammad I. z Alamútu (1138–1162)
- Hassan II. z Alamútu (1162–1166)
- Muhammad II. z Alamútu (1166–1210)
- Hassan III. z Alamútu (1210–1221)
- Mohammed III. (1221–1255)
- Ruknud-Dīn Khurshāh (1255–1256)

## Alamút v literatuře
- Marco Polo – Milion
- Vladimir Bartol – Alamut (kniha)
- Umberto Eco – Foucaultovo kyvadlo